# Marie Laure Tardieu-Blot
Marie Laure Tardieu-Blot (1902 — 1998) foi uma pteridologista que trabalhou no Museu Nacional de História Natural (França), tendo ao longo da sua carreira descrito mais de 400 novas espécies.

## Biografia
O género Blotiella, de pteridófitos, foi assim designado em sua honra.  Foi casada com o actor Jean Tardieu.